# بعد (فضای برداری)
در ریاضیات، بعد یک فضای برداری (به انگلیسی: Dimension) چون {\displaystyle V} برابر با کاردینالیتی (یعنی اندازه مجموعه) یک پایه از {\displaystyle V} روی میدان زمینه ای اش است. برخی مواقع به آن بعد همل (به انگلیسی: Hamel Dimension) (براساس نام گئورگ همل) یا بعد جبری نیز می گویند تا از بقیه انواع بعد در ریاضیات متمایز شود. 
برای هر فضای برداری یک پایه وجود دارد، و تمام پایه های یک فضای برداری کاردینال برابری دارند؛ در نتیجه، بعد یک فضای برداری به صورت منحصر بفردی تعریف می شود. می گوییم {\displaystyle V} متناهی-بعدی است اگر بعد {\displaystyle V} متناهی بوده و بی‌نهایت-بعدی است اگر بعد آن نامتناهی باشد.

بعد فضای برداری {\displaystyle V} روی میدان {\displaystyle F} را به صورت {\displaystyle dim_{F}(V)} یا {\displaystyle [V:F]} نوشته و به صورت "بعد {\displaystyle V} روی {\displaystyle F}" خوانده می شود. هرگاه {\displaystyle F} را بتوان از محتوا حدس زد، نمادگذاری اخیر را به صورت {\displaystyle dim(V)} مختصر می کنند.

## یادداشت ها
1. ↑  if one assumes the axiom of choice
2. ↑  see dimension theorem for vector spaces

## پیوندهای بیرونی
- MIT Linear Algebra Lecture on Independence, Basis, and Dimension by Gilbert Strang at MIT OpenCourseWare